# Radioåret 1979

## Händelser

### April
- 24 april – Försök med närradiosändningar inleds i Jönköping. Under året startar försök på ytterligare 15 orter i Sverige.[1]

### November
- 30 november – SR:s underjordiska konsertlokal Berwaldhallen i Stockholm invigs.[2]

## Radioprogram

### Sveriges Radio
- 1 december - Årets julkalender är Gammelfarmors chiffonjé.[3]

## Födda
- 4 januari - Jonatan Unge, svensk programledare i radio.
- 20 januari - Hanna Andersson, svensk programledare.
- 27 juni - Jesper Rönndahl, svensk programledare.
- 24 april - Eric Schüldt, svensk programledare.

## Avlidna
- 27 april – Sven Jerring, 83, svensk radioman.[4]

### Fotnoter
1. ↑  Närradiokommittén (1984). Föreningarnas radio betänkande om närradions framtid. sid. 213. SOU 1984:53. https://libris.kb.se/bib/14936922. Läst 24 september 2021
2. ↑  Hundra år i Sverige - 1979, Hans Dahlberg, Albert Bonniers, 1999
3. ↑  ”1979, Gammelfarmors chiffonjé”. Sveriges Radio. http://sverigesradio.se/barn/julkalendrar/1979.stm. Läst 31 augusti 2015.
4. ↑   Horisont 1979. Bertmarks